# Louis-Philippe de Palatinat-Guttenberg
Louis-Philippe de Palatinat (allemand: Ludwig Philipp) (24 novembre 1577 - 24 octobre 1601) est le co-duc de Veldenz de 1592 jusqu'en 1598 et le duc de Guttenberg à partir de 1598 jusqu'en 1601.

## Biographie
Louis-Philippe est né en 1577, le troisième fils survivant de Georges-Jean de Palatinat-Veldenz. Son père est mort en 1592, et Louis-Philippe et ses frères lui succèdent sous la régence de sa mère Anne Marie de Suède. En 1598, les frères partagent les territoires; Louis Philippe reçoit la moitié du territoire de Guttenberg. Il meurt en 1601, et est probablement enterré à Heidelberg.